# Supercopa d'Europa de futbol 2023
La Supercopa de la UEFA de 2023 va ser la 48a edició de la Supercopa de la UEFA, un partit de futbol anual organitzat per la UEFA i disputat pels campions vigents de les dues millors competicions europees de clubs, la UEFA Champions League i la UEFA Europa League. El partit va comptar amb el club anglès Manchester City, guanyador de la UEFA Champions League 2022–23, i el club espanyol Sevilla, guanyador de la UEFA Europa League 2022–23. Es va jugar a l'estadi Karaiskakis del Pireu, Grècia, el 16 d'agost de 2023.
El partit estava programat inicialment per jugar-se al Kazan Arena de Kazan, Rússia. Tanmateix, a causa de la invasió russa d'Ucraïna el 2022, es va traslladar el 25 de gener de 2023 al Pireu.
El Manchester City va guanyar el partit per 5–4 als penals després d'un empat 1–1, i va aconseguir així el primer títol de Supercopa de la UEFA.

## Equips
| Equip           | Qualificació                                   | Participacions anteriors (la negreta indica que la van guanyar) |
| --------------- | ---------------------------------------------- | --------------------------------------------------------------- |
| Manchester City | Guanyadors de la UEFA Champions League 2022-23 | Cap                                                             |
| Sevilla         | Guanyadors de la UEFA Europa League 2022-23    | 6 (2006, 2007, 2014, 2015, 2016 i 2020)                         |

## Lloc

### Selecció d'amfitrió original
El Kazan Arena de Kazan, Rússia, va ser seleccionat originalment com a amfitrió final pel Comitè Executiu de la UEFA durant la seva reunió a Amsterdam, Països Baixos, el 2 de març de 2020. L'Associació Albanesa de Futbol també havia ofertat perquè el partit tingués lloc a Tirana, però va retirar la candidatura abans de la votació.
El partit hauria estat la primera Supercopa de la UEFA a celebrar-se a Rússia i la segona final de la competició de clubs de la UEFA que se celebraria a la ciutat després de la final de la Copa Femenina de la UEFA de 2009. L'estadi va ser la seu de la Copa FIFA Confederacions 2017, on va acollir tres partits de la fase de grups i una semifinal, i la Copa del Món de la FIFA 2018, on va acollir quatre partits de la fase de grups, un partit de vuitens de final i un partit de quarts de final.

### Trasllat al Pireu
Després de la invasió russa d'Ucraïna el 2022, no estava segur que el partit es jugués a Kazan. Rússia va ser suspesa de les competicions de la UEFA i la FIFA el febrer del 2022, i la final de la UEFA Champions League del 2022, prevista per a Sant Petersburg, també es va traslladar a París. Els funcionaris de Tatarstan havien demanat que la UEFA mantingués la competició a Kazan.
El 25 de gener de 2023, el Comitè Executiu de la UEFA va retirar Kazan dels drets d'amfitrió i va traslladar el partit a l'estadi Karaiskakis del Pireu, Grècia.

## Abans del partit

### Àrbitres
El 14 d'agost de 2023, la UEFA va nomenar l'oficial francès François Letexier com a àrbitre del partit. Letexier és àrbitre de la FIFA des del 2017 i anteriorment va treballar com un dels àrbitres assistents de vídeo per a la Supercopa de la UEFA 2019. El van acompanyar els seus compatriotes Cyril Mugnier i Mehdi Rahmouni com a àrbitres assistents, mentre que Espen Eskås de Noruega va exercir com a quart àrbitre. El compatriota Jérôme Brisard va ser seleccionat com a àrbitre assistent de vídeo (VAR), amb els seus compatriotes Eric Wattellier i Fedayi San de Suïssa servint com a oficials assistents del VAR.

## Partit

### Detalls
Els guanyadors de la Lliga de Campions van ser designats com a equip "de casa" a efectes administratius.
| Manchester City FC                              | 1 - 1   | Sevilla FC                                 |
| ----------------------------------------------- | ------- | ------------------------------------------ |
| Palmer 63'                                      | Informe | 25' En-Nesyri                              |
| Tanda de penals                                 |         |                                            |
| Haaland · Álvarez · Kovačić · Grealish · Walker | 5 - 4   | Ocampos · Mir · Rakitić · Montiel · Gudelj |

| Manchester City | Sevilla |

| GK            | 31 | Ederson         |  |     |
| RB            | 2  | Kyle Walker (c) |  |     |
| CB            | 25 | Manuel Akanji   |  |     |
| CB            | 24 | Joško Gvardiol  |  |     |
| LB            | 6  | Nathan Aké      |  |     |
| CM            | 8  | Mateo Kovačić   |  |     |
| CM            | 16 | Rodri           |  |     |
| RW            | 80 | Cole Palmer     |  | 85' |
| AM            | 47 | Phil Foden      |  |     |
| LW            | 10 | Jack Grealish   |  |     |
| CF            | 9  | Erling Haaland  |  |     |
| Substitutes:  |    |                 |  |     |
| GK            | 18 | Stefan Ortega   |  |     |
| GK            | 33 | Scott Carson    |  |     |
| DF            | 3  | Rúben Dias      |  |     |
| DF            | 5  | John Stones     |  |     |
| DF            | 14 | Aymeric Laporte |  |     |
| DF            | 21 | Sergio Gómez    |  |     |
| DF            | 82 | Rico Lewis      |  |     |
| MF            | 4  | Kalvin Phillips |  |     |
| MF            | 32 | Máximo Perrone  |  |     |
| MF            | 87 | James McAtee    |  |     |
| FW            | 19 | Julián Álvarez  |  | 85' |
| FW            | 52 | Oscar Bobb      |  |     |
| Manager:      |    |                 |  |     |
| Pep Guardiola |    |                 |  |     |

| GK                   | 13 | Yassine Bounou      |     |       |
| RB                   | 16 | Jesús Navas (c)     |     | 83'   |
| CB                   | 22 | Loïc Badé           | 33' |       |
| CB                   | 6  | Nemanja Gudelj      |     |       |
| LB                   | 19 | Marcos Acuña        |     |       |
| CM                   | 8  | Joan Jordán         |     |       |
| CM                   | 10 | Ivan Rakitić        |     |       |
| RW                   | 5  | Lucas Ocampos       |     |       |
| AM                   | 21 | Óliver Torres       |     | 74'   |
| LW                   | 17 | Erik Lamela         | 62' | 90+3' |
| CF                   | 15 | Youssef En-Nesyri   |     | 90+3' |
| Substitutes:         |    |                     |     |       |
| GK                   | 1  | Marko Dmitrović     |     |       |
| DF                   | 2  | Federico Gattoni    |     |       |
| DF                   | 3  | Adrià Pedrosa       |     |       |
| DF                   | 4  | Gonzalo Montiel     |     | 83'   |
| DF                   | 27 | Kike Salas          |     |       |
| MF                   | 18 | Djibril Sow         |     |       |
| MF                   | 24 | Papu Gómez          |     |       |
| MF                   | 26 | Juanlu Sánchez      | 90' | 74'   |
| MF                   | 28 | Manu Bueno          |     |       |
| FW                   | 7  | Suso                |     | 90+3' |
| FW                   | 9  | Rafa Mir            |     | 90+3' |
| FW                   | 11 | Jesús Manuel Corona |     |       |
| Manager:             |    |                     |     |       |
| José Luis Mendilibar |    |                     |     |       |

| L'home del partit: Cole Palmer (Manchester City) Àrbitres assistents : Cyril Mugnier (França) Mehdi Rahmouni (França) Quart oficial : Espen Eskås (Noruega) Àrbitre assistent de vídeo : Jérôme Brisard (França) Assistents d'àrbitres assistents de vídeo : Eric Wattellier (França) Fedayi San (Suïssa) | Regles del partit - 90 minuts - Tanda de penals si els resultats s'han igualat - Dotze suplents nomenats - Màxim de cinc substitucions |

| Supercopa d'Europa 2023         |
| ------------------------------- |
| Anglaterra                      |
| Manchester City FC Primer títol |

### Estadístiques
| Estadístiques          | Manchester City | Sevilla |
| ---------------------- | --------------- | ------- |
| Gols                   | 0               | 1       |
| Total de tirs          | 9               | 4       |
| Tirs a porteria        | 3               | 1       |
| Parades                | 0               | 3       |
| Possessió de la pilota | 72%             | 28%     |
| Córners                | 4               | 0       |
| Faltes comeses         | 1               | 9       |
| Fores de joc           | 0               | 3       |
| Targetes grogues       | 0               | 1       |
| Targetes vermelles     | 0               | 0       |

| Estadístiques          | Manchester City | Sevilla |
| ---------------------- | --------------- | ------- |
| Gols                   | 1               | 0       |
| Total de tirs          | 14              | 4       |
| Tirs a porteria        | 4               | 3       |
| Parades                | 3               | 3       |
| Possessió de la pilota | 71%             | 29%     |
| Córners                | 4               | 0       |
| Faltes comeses         | 4               | 5       |
| Fores de joc           | 0               | 0       |
| Targetes grogues       | 0               | 2       |
| Targetes vermelles     | 0               | 0       |

| Estadístiques          | Manchester City | Sevilla |
| ---------------------- | --------------- | ------- |
| Gols                   | 1               | 1       |
| Total tirs             | 23              | 8       |
| Tirs a porteria        | 7               | 4       |
| Parades                | 3               | 6       |
| Possessió de la pilota | 70%             | 30%     |
| Córners                | 8               | 0       |
| Faltes comeses         | 5               | 14      |
| Fores de joc           | 0               | 3       |
| Targetes grogues       | 0               | 3       |
| Targetes vermelles     | 0               | 0       |